# ヴァシリス・バルカス
ヴァシリス・バルカス（Vasilis Barkas、1994年5月30日 - ）は、ギリシャ・アテネ出身のサッカー選手。FCユトレヒト所属。ポジションはGK。ギリシャ代表。

## クラブ経歴
ギリシャ人の父、オランダ人の母の下、ギリシャのアテネに生まれ、アトロミトスFCの下部組織で育成された。2015年5月20日、スーパーリーグのプレーオフであるPAOKテッサロニキ戦にて、83分に途中出場でプロデビューを果たした。
2016年6月29日、AEKアテネFCに移籍金60万ユーロで移籍し、3年契約を結んだ。
2020年7月30日、スコティッシュ・プレミアシップのセルティックFCに4年契約で移籍した。移籍後からリーグ戦第11節まではレギュラーとしてプレーしていたが、パフォーマンスの低下からサブに降格した。翌シーズンもジョー・ハートの加入により出場機会は限られた。
2022年7月7日、エールディヴィジのFCユトレヒトに2022-23シーズン終了後までの契約でレンタル移籍をした。

## 代表経歴
2018年3月16日、エジプト代表との親善試合にてギリシャ代表デビューを飾った。